# Havet har inget minne
Havet har inget minne är en svensk dokumentärfilm från 2002 i regi av Lars Lennart Forsberg. Filmen är en kritisk uppgörelse med den vänsterintellektuella generation som Forsberg själv var en del av.